# Leo Volk
Leo Volk, född 2 maj 1909 i Berlin, död 1973, var en tysk promoverad jurist och SS-Hauptsturmführer. Under andra världskriget var han verksam vid SS-Wirtschafts- und Verwaltungshauptamt (SS-WVHA), SS:s Ekonomi- och förvaltningsstyrelse.

## Biografi
Volk studerade rättsvetenskap vid flera olika universitet, bland annat i Erlangen. I december 1935 promoverades han till juris doktor efter att ha lagt fram avhandlingen Die Übertragung des Anwartschaftsrechts aus bedingter Übereignung.
År 1933 blev Volk medlem i Nationalsocialistiska tyska arbetarepartiet (NSDAP) och Schutzstaffel (SS). Under de följande åren tjänstgjorde han i flera SS-Standarten. Efter andra världskrigets utbrott blev Volk i januari 1940 upptagen i Waffen-SS. Från september 1941 var Volk verksam vid rättsavdelningen inom Hauptamt Verwaltung und Wirtschaft och från 1942 inom SS-Wirtschafts- und Verwaltungshauptamt. Han var därtill adjutant åt Oswald Pohl, som var chef för hela SS-WVHA. Volk kom senare att få ansvar för bostads- och evakueringsfrågor. Han var även representant för en rad SS-företag, som systematiskt exploaterade koncentrationslägerfångar. Under krigets sista månader stred Volk i en Waffen-SS-enhet.
Vid WVHA-rättegången år 1947 dömdes Volk till tio års fängelse för krigsförbrytelser och brott mot mänskligheten. År 1951 omvandlades straffet till åtta års fängelse. Han frigavs dock redan i februari 1952.